# Дебърца
 Тази статия е за историко-географската област.  За общината, от която областта е част, вижте Дебърца (община).  
Дебърцата (на македонска литературна норма: Дебрца) е историко-географска област в югозападната част на Северна Македония. Областта представляна планинска котловина по горното течение на река Сатеска, обградена от планините Караорман от запад, Илинска от изток, Плакенска от югоизток и Мазатар от юг. Дебърцата е разположена на територията на едноименната община Дебърца, която обхваща и няколко села в Стружкото поле.

## География
Котловината обхваща площ от 368 km2. Котловината се поделя на три части: северна, средна и долна. Климатът е умереноконтинентален. Отводнява се чрез река Сатеска.
През нея преминава шосейният път, свързващ Охрид и Струга с Кичево и Скопие. В Дебарца са разположени 24 селища, по-големи са Велмей и Белчища. Характерно за тези селища са силните миграционни процеси, най-вече към Охрид. Развито е производството на житни култури и животновъдство.

## История
В 1922 година в Долна Дебърца действа чета на ВМРО, начело с Ангел Костов.